# رآکتور تحقیقاتی

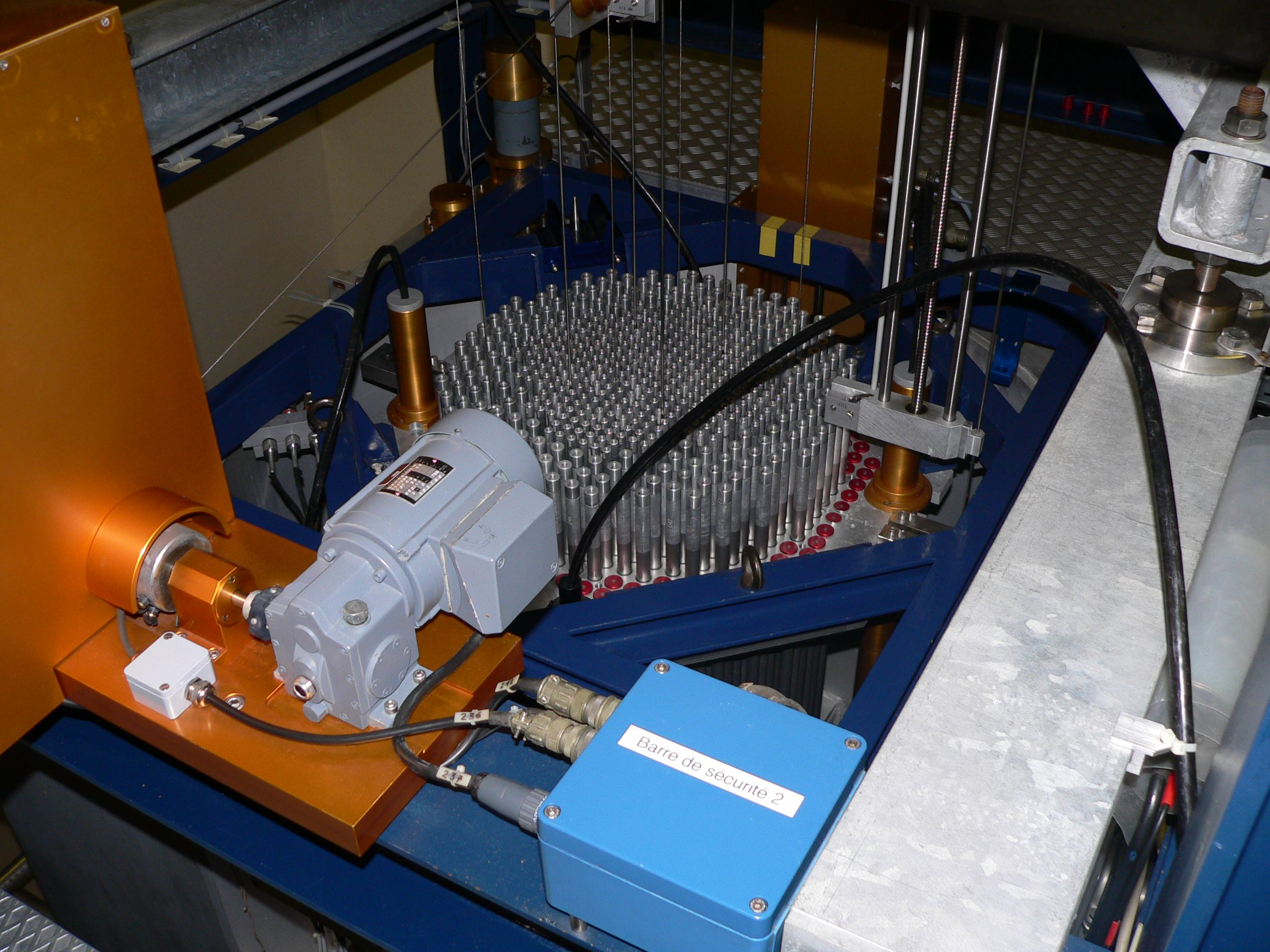
یک رآکتور تحقیقاتی متعلق به مؤسسه پلی‌تکنیک فدرال لوزان، سوئیس

رآکتور تحقیقاتی گونه‌ای از رآکتور هسته‌ای است که کارکرد اصلی آن تولید نوترون به عنوان یک منبع نوترون است. این نوع رآکتور بر خلاف رآکتورهای نیروگاهی، برای تولید گرما یا انرژی الکتریکی استفاده نمی‌شود.